# Tchoua
Tchoua  è un comune del Ciad situato nel dipartimento di Tandjilé Centrale, provincia di Tandjilé.